# Palácio Real de La Almudaina

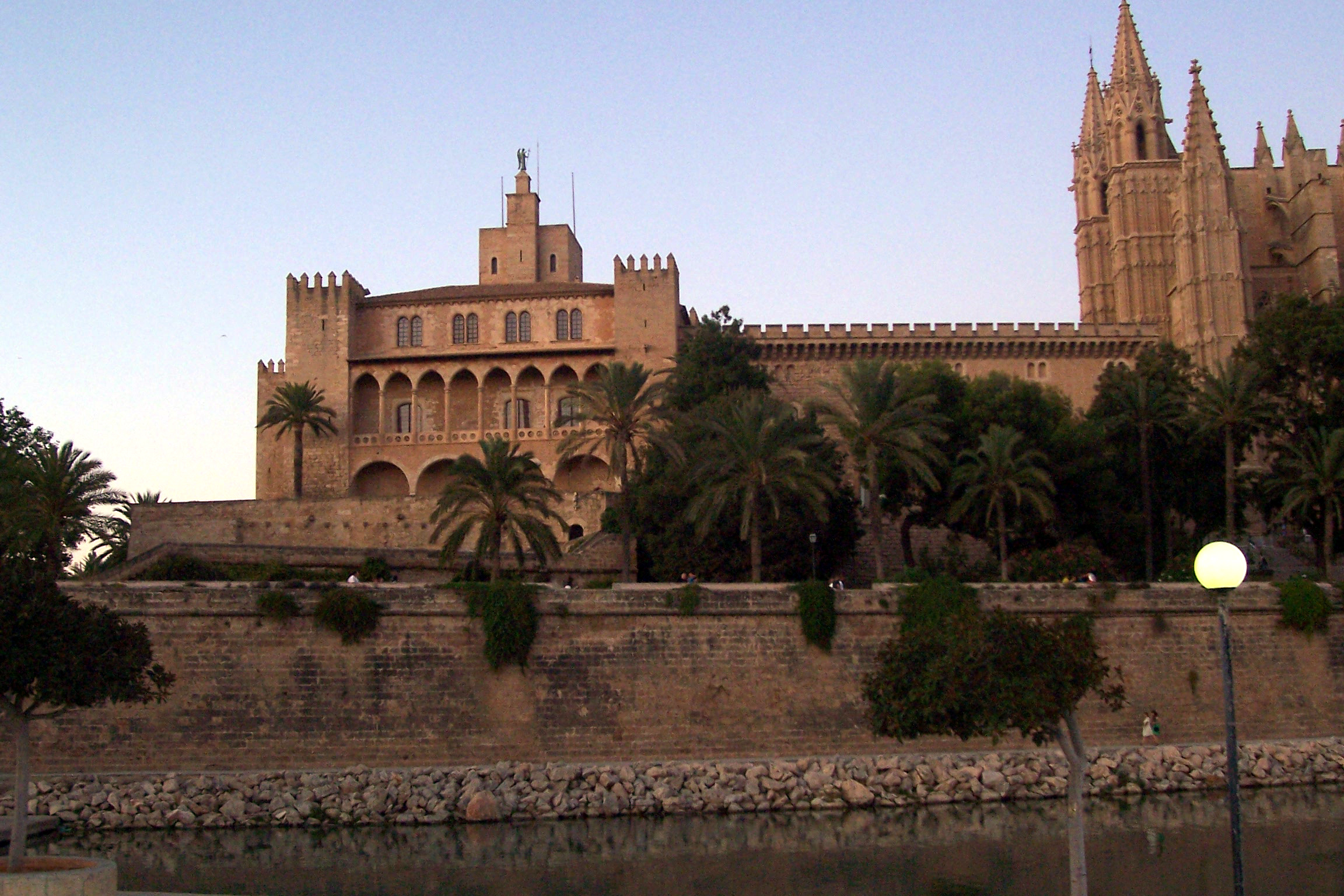
O Palácio Real de La Almudaina

O Palácio Real de La Almudaina é o Alcázar Real da cidade de Palma de Maiorca, em Espanha, e uma das residências da família real espanhola, gerida por o organismo público do Património Nacional. Reconhece nos seus muros a história das ilhas desde os assentamentos megalíticos. Actualmente é utilizado por "Sua Majestade o Rei" como residência oficial para cerimónias e recepções durante o verão.
Esta imponente fortaleza, conhecida na época da conquista com o nome da Zuda, foi reconstruída em 1309 pelo rei Jaime II de Aragão, com o modelo do Palácio Real de Perpignan. Em La Almudaina tinha o seu tribunal, e sucessivamente, dos monarcas do Reino de Maiorca, Aragão e Espanha. Filipe II da Espanha passou a Audiencia Real de Tinell e instalou o resto do edifício da capitania geral das ilhas.
A estrutura atual de Almudaina corresponde ao construído no século XIV, com os seus diferentes espaços; os palácios do rei e da rainha, a Capela de Santa Ana ou as casas de banho, são mais proeminentes.
A sua decoração possui dois quartos, em baixo recria o estilo medieval com obras do século XV ao século XX. O piso superior, usado para exploração do funcionário e atos da família real, é decorado com objetos e móveis a partir de outros sitios reais dos séculos XVII, XVIII e XIX.
O atual castelo, de origem romana, é uma modificação da Fortaleza muçulmana que começou em 1281, durou até 1343, durante o reinado de James II, filho de Jaime I o Conquistador, Sancho I e Jaime III. La Almudaina foi a sede do Reino de Maiorca e próspera no século XIV, durante o reinado do monarca e dos sucessores de Sancho I e Jaime III, até se mudar para a coroa de Aragão, com D.Pedro IV, em 1349.
Durante a primeira metade do século XVI foi construído o andar superior, por ordem do rei Carlos I de Espanha.
Da mesma forma que é a residência oficial de verão do rei, embora na verdade seja encontrado junto com o resto da família real espanhola no Palácio de Marivent, como em Madrid no Palácio da Zarzuela, embora a residência oficial seja o Palácio de Oriente.